# Jan Kowalski
Jan Kowalski – metonim przeciętnego obywatela Polski.
Według danych z rejestru PESEL ze stycznia 2020 imię Jan zajmuje piąte miejsce wśród imion męskich pod względem ilości osób noszących je (po imionach Piotr, Krzysztof, Andrzej i Tomasz). Z kolei nazwisko Kowalski/Kowalska jest drugim pod względem częstości występowania nazwiskiem kobiet i mężczyzn (po nazwisku Nowak).

## Odpowiedniki w innych krajach
Odpowiednikiem (w pewnym przybliżeniu) Jana Kowalskiego jest:
- w Anglii – John Smith (dosł. Jan Kowal), Fred Bloggs lub Joe Bloggs, Joe (Jane) Public, Tommy Atkins
- w Stanach Zjednoczonych – Average Joe, Ordinary Joe, John Doe, Joe Sixpack (dla mężczyzn) i Jane Doe lub Plain Jane (dla kobiet)
- w Rosji – Wasylij Pupkin, Iwan Pietrowicz
- w Szwecji – Kalle Svensson
- w Niemczech – Max lub Erika Mustermann lub Otto Normalverbraucher (nazwisko oznacza: zwykły konsument)
- w Holandii i Belgii – Jan Modaal lub Jan met de pet
- w Norwegii – Ola Nordmann
- w Szwajcarii i w Austrii – Hans Meier
- w Czechach – Jan Novák
- we Włoszech – Mario Rossi
- w Finlandii – Matti Meikäläinen (dla mężczyzn, dosł. nasz Matti), Maija Meikäläinen (dla kobiet, dosł. nasza Maija)
- we Francji – Jean Dupont, monsieur Durand
- w Irlandii – Seán Citizen
- w Islandii – Jón Jónsson
- w Izraelu – Israel Israeli
- w Hiszpanii – Pepe Pérez
- w Japonii – Tarō Yamada
- w Serbii – Petar Petrović, Pera Perić, Marko Marković, Janko Janković
- na Litwie – Jonas Jonaitis, Petras Petraitis.
- w Dominikanie – Juan de los Palotes